# Geoffrey Phibbs
Jeoffrey "Geoffrey" Basil Phibbs, noto anche come Geoffrey Taylor (Smallburgh, 1900 – 1956) è stato un poeta irlandese.

## Biografia
Geoffrey Phibbs nacque a Smallburgh nel 1900 e crebbe tra Sligo e Haileybury. Nel 1924 sposò l'artista Norah McGuinness, ma nel 1929 conobbe Laura Riding, che all'epoca era l'amante di Robert Graves. Phibbs si trasferì a Londra l'anno successivo e il suo arrivo mandò in frantumi il ménage à trois che si era creato tra Riding, Graves e la moglie Nancy Nicholson. Dopo che Riding e Graves fuggirono insieme, Phibbs si legò sentimentalmente alla Nicholson e i due vissero insieme per qualche tempo nel Wiltshire. La moglie Norah, intanto, ottenne il divorzio nel 1930. Nel 1935 si risposò con Mary Willwyn, con cui tornò in Irlanda nel 1940.
La Hogarth Press avrebbe dovuto stampare la sua prima raccolta poetica, The Withering of the Fig Leaf, nel 1927 ma Phibbs ebbe dei ripensamenti e chiese a Leonard Woolf di non pubblicare l'opera; l'anno successivo Woolf stampò la sua raccolta It Was Not Jones, che Phibbs fece dare alle stampe con lo pseudonimo di R. Fitzurse. Di ritorno in patria, diece un vitale contributo al modernismo nordirlandese in quanto editore di The Bell. Inoltre scrisse diverse raccolte poetiche insieme all'amico John Betjeman. 
Morì improvvisamente nel 1956, stroncato da un infarto.